# Billy Jernigan

Zawodnik Oklahoma State Cowboys

William Shue „Billy” Jernigan (ur. 8 września 1923 w Tulsie, zm. 2 marca 1997 w Wagoner) – amerykański zapaśnik walczący w stylu wolnym. Olimpijczyk z Londynu 1948, gdzie zajął siódme miejsce w kategorii do 52 kg.
Zawodnik Will Rogers High School w Tulsa i Oklahoma State University. Dwa razy All-American (1947 i 1948) w NCAA Division I, drugi w 1947 i trzeci w 1948 roku.

## Letnie Igrzyska Olimpijskie 1948
| Konkurencja      | Rundy eliminacyjne    | Rundy eliminacyjne                | Rundy eliminacyjne    | Klas. końcowa |
| Konkurencja      | Przeciwnik I          | Przeciwnik II                     | Przeciwnik III        | Miejsce       |
| ---------------- | --------------------- | --------------------------------- | --------------------- | ------------- |
| 52 kg styl wolny | Mansour Raisi (IRI) Z | Khashaba Dadasaheb Jadhav (IND) P | Lenni Viitala (FIN) P | 7.            |